# Bornhardtite
La bornhardtite (simbolo IMA: Bhd) è un minerale molto raro del supergruppo dello spinello e in particolare dei seleniospinelli, nella cui famiglia occupa un posto nel sottogruppo della bornhardtite. Possiede composizione chimica Co2+Co3+2Se4, anche semplificata Co3Se4. Da un punto di vista chimico, la bornhardtite è quindi un seleniuro di cobalto e l'analogo del selenio della linnaeite.

## Etimologia e storia
La bornhardtite è stata scoperta per la prima volta insieme alla trogtalite, alla hastite (successivamente screditata perché identica alla ferroselite) e a un seleniuro di cobalto (noto come freboldite dal 1957), che era ancora senza nome al momento della scoperta, nella cava di Trogtal vicino a Lautenthal nel circondario di Goslar in Bassa Sassonia. È stato descritto per la prima volta nel 1955 da Paul Ramdohr e Marg. Schmitt, che chiamò il minerale in onore del geologo, esploratore, funzionario minerario e storico minerario tedesco Wilhelm Bornhardt.
Non è stata definita una posizione di stoccaggio per il tipo di materiale di Bornhardtite.
La bornhardtite era già conosciuta prima della fondazione dell'Associazione Mineralogica Internazionale (IMA) nel 1958 ed era ampiamente riconosciuta come minerale nel mondo professionale. In quanto cosiddetto minerale grandfathered (G), il riconoscimento della bornhardtite come specie minerale separata è stato adottato dalla Commissione per i nuovi minerali, la nomenclatura e la classificazione (CNMNC).

## Classificazione
L'attuale classificazione dell'IMA include la bornhardtite nel supergruppo spinello, dove forma il sottogruppo bornhardtite all'interno della seleniospinella insieme alla trüstedtite (a partire dal 2019).
Già nell'obsoleta, ma ancora in parte in uso, 8ª edizione della sistematica minerale secondo Strunz, la bornhardtite apparteneva alla classe minerale di "solfuri e solfosali" e lì alla sottoclasse di "solfuri con [il rapporto di quantità materiale] metallo : S < 1:1", dove veniva elencata insieme a carrollite, daubréelite, greigite, indite, linnaeite, polidimite, siegenite, trüstedtite, tyrrellite e violarite, con le quali formava la "serie della linnaeite" con il sistema nº II/C.01.
Nella Sistematica dei lapis (Lapis-Systematik) di Stefan Weiß, che si basa ancora su questa vecchia forma di sistematica per rispetto verso i collezionisti privati e le collezioni istituzionali, il minerale è stato associato al sistema e al minerale nº II/D.01-120. In questa sistematica ciò corrisponde anche al dipartimento "Solfuri con [il rapporto materiale] metallo : S, Se, Te < 1:1", dove la bornhardtite forma il "Gruppo della linneite" (II/D.01) insieme a cadmoindite, carrollite, cuprokalininite, daubréelite, fletcherite, florensovite, greigite, indite, kalininite, linnaeite, polidimite, siegenite, trüstedtite, tyrrellite e violarite (a partire dal 2018).
D'altra parte, la 9ª edizione della sistematica minerale di Strunz, in vigore dal 2001 e aggiornata dall'Associazione Mineralogica Internazionale (IMA) fino al 2024, classifica la bornhardtite nella divisione dei "solfuri metallici con M:S = 3:4 e 2:3". Questo è ulteriormente suddiviso in base all'esatto rapporto delle sostanze, in modo che il minerale possa essere trovato in base alla sua composizione nella suddivisione "M:S = 3:4", dove si trova insieme a cadmoindite, carrollite, cuproiridsite, cuprorhodsite, daubréelite, ferrorhodsite (screditata perché identica alla cuprorhodsite; IMA 2017-H), fletcherite, florensovite, greigite, indite, kalininite, linnaeite, malanite, polidimite, siegenite, trüstedtite, tyrrellite, violarite e xingzhongite, con le quali forma il "gruppo della linnaeite" nº 2.DA.05.
Anche la classificazione dei minerali di Dana, utilizzata principalmente nel mondo anglosassone, classifica la bornhardtite nella classe dei "solfuri e solfosali" e lì nella sottoclasse dei "minerali solfuri". Qui è anche nel "gruppo della linnaeite" con il sistema nº 02.10.01 all'interno della suddivisione "Solfuri – compresi seleniuri e tellururi – con composizione AmBnXp, con (m+n):p = 3:4".

## Chimica
Il composto chimico Co2+Co3+2Se4 è costituito dal 42,74% di cobalto e dal 57,26% di selenio. Tuttavia non è ancora stata effettuata un'analisi chimica precisa del materiale tipo.

## Abito cristallino
La bornhardtite cristallizza nel sistema cristallino cubico nel gruppo spaziale Fd3m (gruppo nº 227) con la costante di reticolo a = 10,2 Å e 8 unità di formula per cella unitaria.

## Origine e giacitura
Nella sua località tipo, la cava di Trogtal nel distretto di Goslar in Bassa Sassonia, la bornhardtite è stata trovata associata a trogtalite, hastite e un altro seleniuro di cobalto senza nome sotto forma di adesioni fini, da viola a bruno-rossastre nella clausthalite. Altri minerali di accompagnamento includono l'ematite e il selenio. Oltre alle vene di dolomite contenenti minerale di selenio, il minerale di ferro è stato trovato anche nella cava a Grauwacken.
Oltre alla cava di Trogtal, il minerale è stato scoperto anche in Bassa Sassonia nell'ex miniera di minerale di ferro Weintraube vicino a Lerbach, nel distretto di Gottinga. Inoltre, è stato trovato nei minerali di selenio di Tilkerode/Abberode nel distretto di Mansfeld-Südharz in Sassonia-Anhalt e nelle mineralizzazioni di selenio della miniera di Friedrichsglück nel Tannenglasbachsgrund vicino a Neustadt am Rennsteig nella foresta della Turingia.
In Argentina, la bornhardtite è conosciuta anche dal Cerro de Cacheuta nella Sierra de Cacheuta, che appartiene alla provincia di Mendoza, e dal deposito di uranio Pinky Fault nella provincia canadese del Saskatchewan.

## Forma in cui si presenta in natura
La bornhardtite è stata trovata solo come microcristallini sotto forma di aggregati minerali massicci, le cui superfici da rosa rame a rosso rosa, occasionalmente anche bianco-rosate, hanno una lucentezza metallica.